# Гія Нодія
Гія Нодія (груз. გია ნოდია; н. 4 вересня 1954) — грузинський політолог, який обіймав посаду міністра освіти і науки в Кабінеті міністрів Грузії з 31 січня 2008 р. до 10 грудня 2008 р.
Нодія закінчив кафедру філософії та психології Тбіліського державного університету (ТДУ) у 1976 р., працював в Інституті філософії Академії наук Грузії з 1980 по 2001 рр. Читав лекції в ТДУ, Державному університеті імені Іллі та на Заході. З 1992 року він очолює тбіліський аналітичний центр «Кавказький інститут миру, демократії та розвитку». У 2008 році був міністром освіти і науки. Зараз він директор Міжнародної школи кавказьких студій при Державному університеті імені Іллі[уточнити].